# بير باك
بير باك (بالدنماركية: Per Bak)‏ هو فيزيائي دنماركي، ولد في 8 ديسمبر 1948 في الدنمارك في مملكة الدنمارك، وتوفي في 16 أكتوبر 2002 في كوبنهاغن في الدنمارك.